# Svenska socialvårdsförbundet
Svenska socialvårdsförbundet var en ideell organisation i Sverige för personal och förtroendevalda i socialt arbete, bildad 1906 och upplöst 1965.
Förbundet grundades 1906 på initiativ av Centralförbundet för Socialt Arbete under namnet Svenska fattigvårdsförbundet med syfte att "sammansluta dem, som arbeta inom den offentliga och enskilda fattigvården och barnavården, till gemensamt arbete för tidsenlig utveckling af understöds- och uppfostringsarbetet." Namnet ändrades till Svenska fattigvårds- och barnavårdsförbundet 1925 och till Svenska socialvårdsförbundet 1948.
Förbundet utgjorde ett samarbetsorgan för de kommunala socialvårdsorganen samt enskilda personer och institutioner som önskade främja socialvården, främst socialhjälpen och barnavården. Man anordnade konferenser, möten, kurser och utgivande av tidskrifter där aktuella frågor inom det sociala arbetet behandlats. Redan 1908 startade man utbildning av föreståndarinnor för ålderdomshem, vilka pågick under många år. För sina utbildnings- och barnavårdskurser åtnjöt förbundet statsunderstöd.
Bland förbundets grundare märks kanslirådet Gerhard Halfred von Koch som var verksam inom förbundets ledning till 1918. Därefter var Axel Hirsch under ett flertal år förbundets ledande man och dess direktör fram till 1936 då han avlöstes av Karl J. Höjer. Johan Widén var förbundsordförande från starten fram till sin död 1933. Han efterträddes av Bo Hammarskjöld. Förbundet upplöstes vid årsskiftet 1964/1965. Skoldirektionen övertog då utbildningsverksamheten, medan den rådgivande verksamheten övertogs av Svenska Kommunförbundet.